# Nettastomatidae
Nettastomatidae – słabo poznana rodzina morskich ryb węgorzokształtnych (Anguilliformes) obejmująca około 40 gatunków, występujących w tropikalnych i ciepłych wodach Oceanu Atlantyckiego, Indyjskiego i Spokojnego.
Charakteryzują się wydłużoną i wąską głową i pyskiem, dużym otworem gębowym, ostro zwężającym się ogonem oraz brakiem płetw piersiowych u większości osobników dorosłych (wyjątkiem są przedstawiciele rodzaju Hoplunnis). Liczba kręgów zazwyczaj w przedziale od 190 do 280. Maksymalna długość około 1 m.

## Klasyfikacja
Rodzaje zaliczane do tej rodziny:
- Facciolella Whitley, 1938
- Hoplunnis Kaup, 1859
- Nettastoma Rafinesque, 1810
- Nettenchelys Alcock, 1898
- Saurenchelys Peters, 1864
- Venefica Jordan & Davis, 1891

Rodzajem typowym rodziny jest Nettastoma.